# Privat-Brauerei Friedrich Haaß

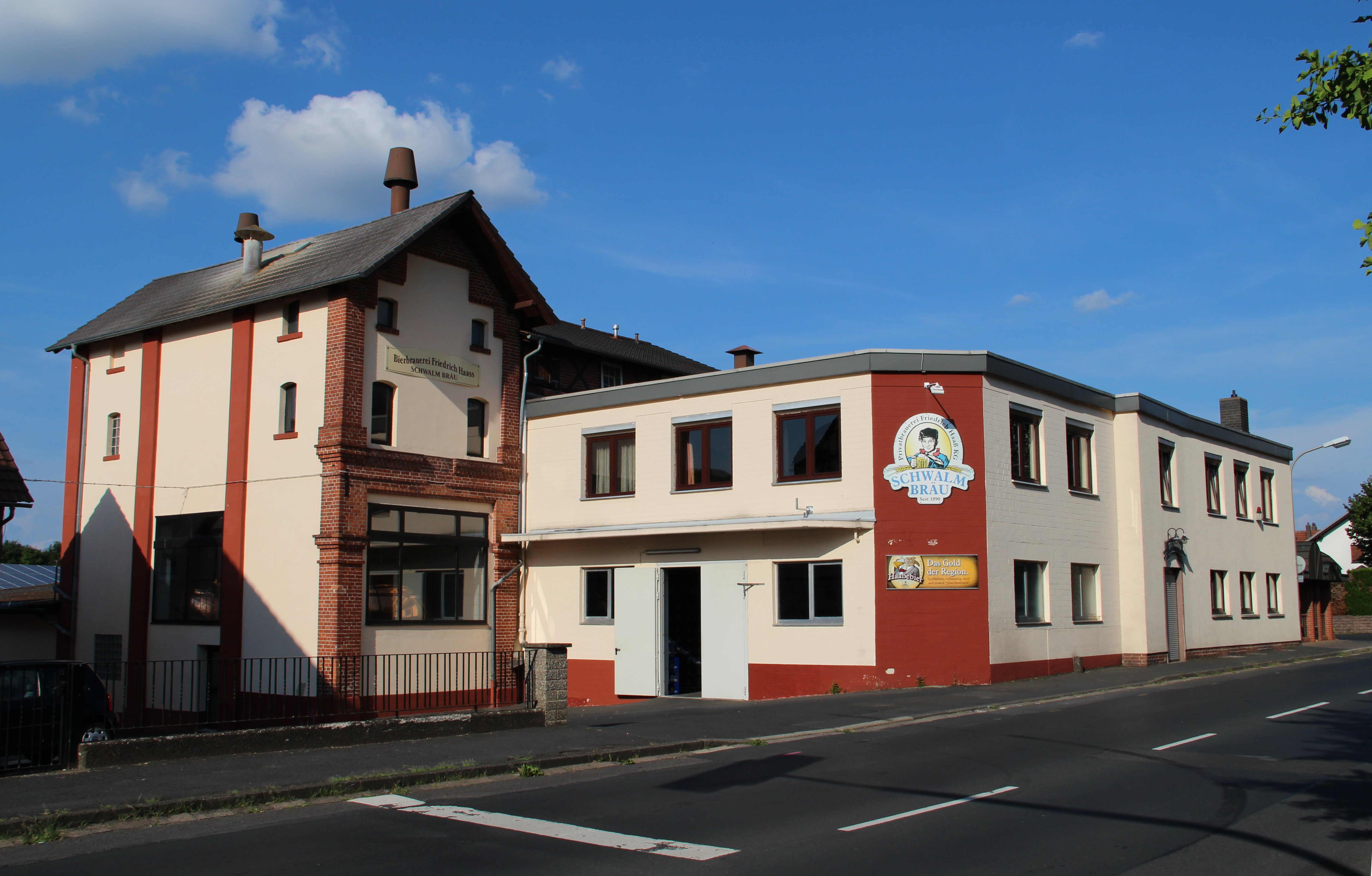
Brauerei

Die Privat-Brauerei Friedrich Haaß KG ist eine regional aktive und seit 1820 bestehende Brauerei in Schwalmstadt, Nordhessen. Das Unternehmen beschäftigt 15 Mitarbeiter und produziert jährlich 7.000 Hektoliter (Stand 2021). Das Logo der Brauerei ziert ein Schwälmer in Tracht mit Hut und einem Bierkrug. Die im Ortsteil Treysa ansässige Brauerei beliefert unter der Marke Schwalm Bräu nach eigenen Angaben 30 Gaststätten und 25 Getränkemärkte in der näheren Umgebung. Die Brauerei wird seit fünf Generationen von der Treysaer Familie Haaß geführt. Geschäftsführende Gesellschafter sind Eckhard Haaß und Friedrich Haaß. Die Brauerei ist Mitglied im Brauring, einer Kooperationsgesellschaft privater Brauereien aus Deutschland, Österreich und der Schweiz.

## Geschichte
1820 gründete Otto Schreiber die Brauerei vor der Stadt, am Ascheröder Landweg, die 1870 als Schreibersche Brauerei an Vitus Krauss verkauft wurde. 1890 erwarben der noch heute namensgebende Friedrich sowie Susanne Haaß die Brauerei, zu der eine Mälzerei und eine ausgedehnte Landwirtschaft gehörten. 1905 wurde die Mälzerei eingestellt, die Brauerei modernisiert und die Produktionsanlagen aus der historischen Brauerei (heute Wohngebäude) in ein neues Betriebsgebäude verlagert. Versorgungsengpässe während des Ersten Weltkrieges führten dazu, dass die Brauerei zwischen 1915 und 1920 auch Bier von der Kasseler Herkules Brauerei beziehen musste. Die als Personengesellschaft geführte Brauerei nahm die Rechtsform der GmbH mit 24 Gesellschaftern an, um die Finanzstruktur zu verbessern. Damit wurden auch Gastwirte und Unternehmer der Region zu Gesellschaftern.
1926 trat mit Wilhelm Haaß, der zweitjüngste Sohn von Friedrich Haaß in den Betrieb ein. 1935 kam mit Rudolf Haaß der jüngste Sohn der Familie als Braumeister in die Brauerei nach Treysa zurück. 1937 wurde die GmbH in eine KG umgewandelt, mit Wilhelm und Rudolf Haaß als Komplementäre. Der Ausbruch des Zweiten Weltkrieges schränkte den Produktionsbetrieb erneut ein, sodass u. a. Molkebier und Fassbrause hergestellt wurden. Ein großer Keller der Brauerei Haas wurde auch von der gegenüberliegenden Schwalmschule (heute: Schwalmgymnasium) als Luftschutzkeller benutzt. Nach Kriegsende waren Rohstoffe zur Bierbereitung kaum zu beschaffen. Die Besatzungsmacht erlaubte einzig Dünnbier mit 0,8 % Alkohol.
Ab 1950 wurde die Betriebseinrichtung erneuert und die Produktion umgestaltet. 1966 trat Friedrich Karl Haaß – Sohn von Wilhelm Haaß – in den Familienbetrieb ein, nachdem er die Braumeisterschule abgeschlossen und in einigen fremden Brauereien tätig war. Die zur Landwirtschaft gehörenden Stallungen und die Scheune wurden durch eine Fahrzeughalle ersetzt. Der Kauf eines Stahlzeltes für größere Veranstaltungen und eines kleineren Aluminiumzeltes waren der Grundstein für ein Zeltgeschäft. 1986 wurde eine Lagerhalle gebaut, um Zeltmobiliar, Kisten, Fässer und den erweiterten Fuhrpark unterzubringen.
1992 erfolgte ein großräumiger Anbau an der Ostseite der Brauerei mit einem neuen Lagerkeller, einem Getränkelager mit Ladebucht und deutlich vergrößerten Büroflächen. Zudem wurde in Sudhausautomatisierung, Würzekühlung und innerbetrieblichen Verrohrung investiert. 1996 wurden erstmals freistehende Edelstahl Gär- und Lagertanks eingesetzt. Keg-Fässer und eine neue Fassreinigungs-/Füllanlage lösten 1997 die bauchigen Aluminiumfässer ab. 2002 wurden die Flaschenfüllerei und die zentrale Kälteanlage auf den neuesten Stand der Technik gebracht. Eine Generalüberholung des Kupfersudhauses erfolgte in 2005, mit neuen Edelstahleinbauten in Sudkessel und Läuterbottich. 2008 wurde die naturtrübe Biersorte Vierbräu eingeführt. Mit der Aufstellung des dritten freistehenden Gär- und Lagertanks wurden in 2010 die alten Aluminiumlagertanks in den Gewölbekellern stillgelegt. Im Jahr 2012 erfolgte die Vorstellung der Biersorte Haaßebier. 2020 wurde das neue Sudhaus fertiggestellt.

## Vertrieb
Die Brauerei stellt sieben verschiedene Biersorten unter den Marken Schwalm und Schwälmer (u. a. Schwälmer Haaßebier) her: Unter der Bezeichnung „Mein Bier-Kurier“ bietet die Brauerei einen Getränkeheimservice an, bei dem 83 Orte der Umgebung an festen Liefertagen angefahren werden. Die Absatzentwicklung der Brauerei ist seit den 1980er-Jahren rückläufig.